# Bröllopet mellan prinsessan Astrid och kronprins Leopold

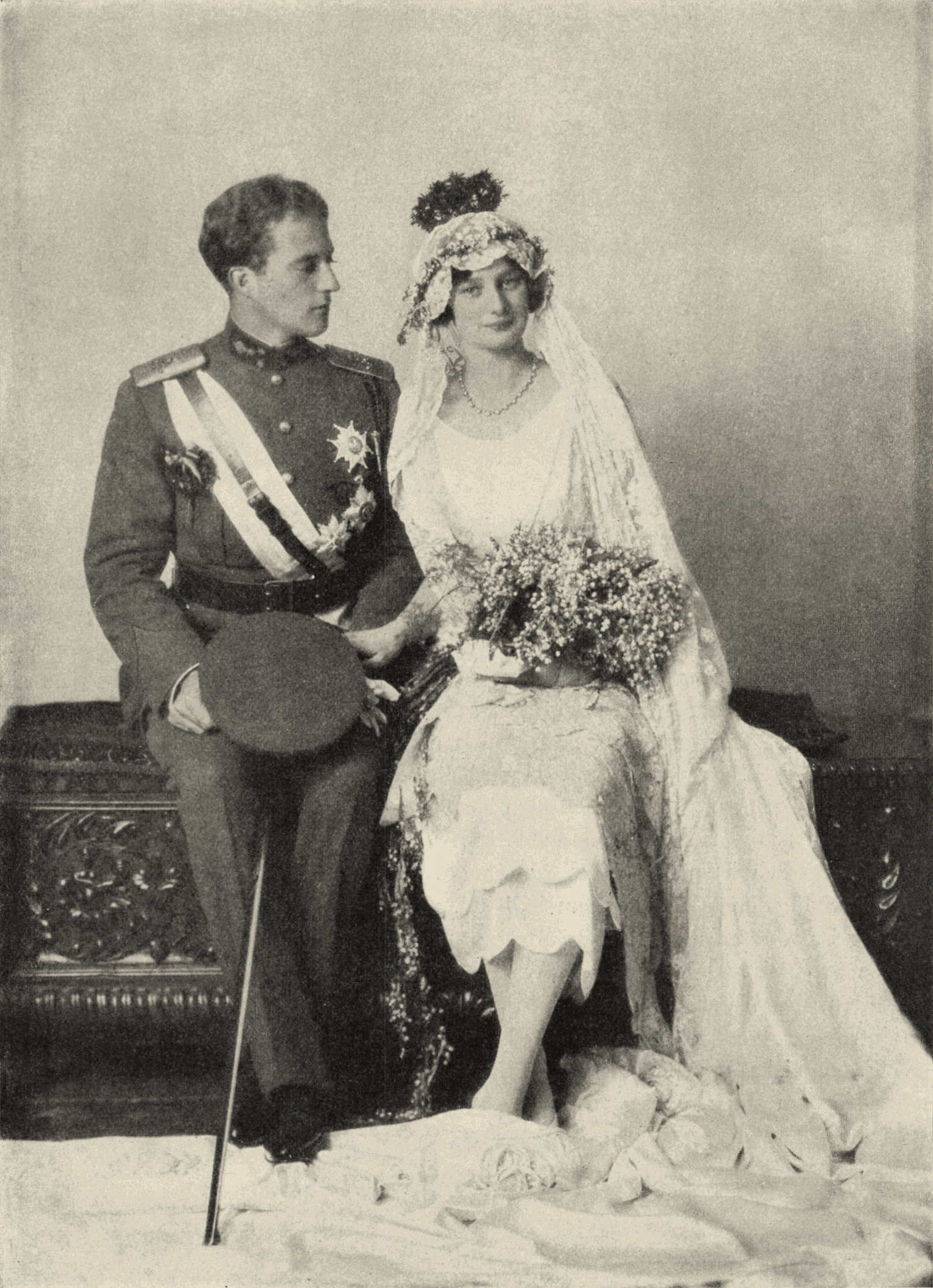
Brudparet efter vigseln.

Bröllopet mellan prinsessan Astrid och kronprins Leopold innefattade först borgerlig vigsel i Rikssalen på Stockholms slott den 4 november 1926 och sedan kyrklig vigsel i Sankt Gudula-katedralen i Bryssel 10 november. Prinsessan Astrid var brorsdotter till svenska kungen Gustav V och kronprins Leopold blev senare kung av Belgien. Parets förlovning tillkännagavs den 21 september. I Belgien krävs en borgerlig vigsel för att göra äktenskapet juridiskt bindande, den kan sedan kompletteras med en religiös ceremoni. Eftersom prinsessan Astrid var protestant och kronprins Leopold var katolik genomfördes ingen kyrklig vigsel i Sverige men äktenskapet välsignades i Belgien i en katolsk ceremoni. Prinsessan Astrid var förbunden att uppfostra parets barn i den katolska läran och konverterade själv fyra år senare.

## Förlovningen
Den 21 september kungjordes förlovningen från hovet med meddelandet:
| ” | Med Hans Majestät Konungens samtycke har H. K. H. Prinsessan Astrid Sofia Lovisa Thyra av Sverige ingått förlovning med H. K. H. Kronprinsen av Belgien Leopold Philippe Charles Albert Meinrad Hubertus Marie Miguel, hertig av Brabant. | „ |

Paret hade träffats under våren 1926 och rapporterades som ett inklinationsäktenskap, det vill säga ett giftermål ingånget av kärlek
Kronprins Leopold hade rest inkognito till Stockholm inför förlovningen, bland annat i tredje klass sovvagnskupé genom Sverige eftersom det inte fanns andra biljetter. På kvällen hölls en förlovningsmiddag i Vita havet på festvåningen i kungliga slottet. Kung Gustav V och samtliga tillgängliga medlemmar av kungliga familjen deltog.

## Lysningen
Lysningen kungjordes den 17 oktober och ett dokument spikades upp på Bryssels rådhus med innehållet:
| ” | Vi, Adolphe Max, statsminister, Bryssels stads borgmästare och Louis, baron Steens, rådman i staden Bryssel, förkunna i enlighet med lagens bestämmelser lysning för dels det äktenskap, som kommer att ingås i Stockholm (Sverige) mellan H. K. H. Leopold Philippe Charles Albert Meinrad Hubertus Marie Miguel, hertig av Brabant, prins av Belgien, löjtnant vid I:a grenadjärregementet, innehavare av segermedaljen, av medaljen till minne av fälttåget 1914–18 och av åtskilliga utländska ordnar, född i Bryssel den tredje november nittonhundraett och därstädes bosatt, äldste son till H. M. Albert Leopold Clement Marié Meinrad, belgiernas konung, stormästare av Leopoldsorden, stormästare av afrikanska stjärnorden, innehavare av belgiska krigskorset, av Ysermedaljen, av medaljen av fälttåget 1914–18 och av segermedaljen, riddare av Serafimerorden, och H. M. Elisabeth Gabriele Valerie Marie, belgiernas drottning, hertiginna av Bayern, innehavare av segermedaljen och medaljen till minne av fälttåget 1914–18, sammanboende i Bryssel, och dels H. K. H. Astrid Sofia Lovisa Thyra, Sveriges prinsessa, född i Stockholm den sjuttonde november 1905 och därstädes bosatt, dotter till H. K. H. Oscar Carl Wilhelm, Sveriges arvfurste, hertig av Östergötland [sic!], general i svenska armén, överste i Kungl. Västgöta regemente och i Kungl, livgardet till häst, medicine hedersdoktor vid Uppsala universitet, president i Svenska Röda Korset, riddare av Serafimerorden, kommendör med stora korset av Vasaorden, riddare av konung Carl XIII :s orden, kommendör med stora korset av Leopoldsorden, och H. K. H. Ingeborg Charlotta Carolina Fredrika Lovisa, Sveriges prinsessa, hertiginna av Västergötland, född prinsessa av Danmark, sammanboende i Stockholm. | „ |

## Vigseln i Stockholm
Vigseln i rikssalen förrättades av Stockholms borgmästare Carl Lindhagen och vittnen var statsminister Carl Gustaf Ekman och hovmarskalken Otto Printzsköld. Både Lindhagen och Ekman var uttalade republikaner. Bland de 1 200 gästerna fanns bland andra kungarna av Belgien, Danmark och Norge.
Prinsessan Astrid bar en kort brudklänning med brysselspetsar och ett fyra meter långt släp broderat med pärlor och strass samt applikationer av rosenrankor. Även slöjan var av brysselspets och hade tidigare burits av modern prinsessan Ingeborg och hennes systrar. Hon bar en myrtenkrona och en tunn krans av blommor runt pannan. Brudbuketten bestod av liljekonvaljer.

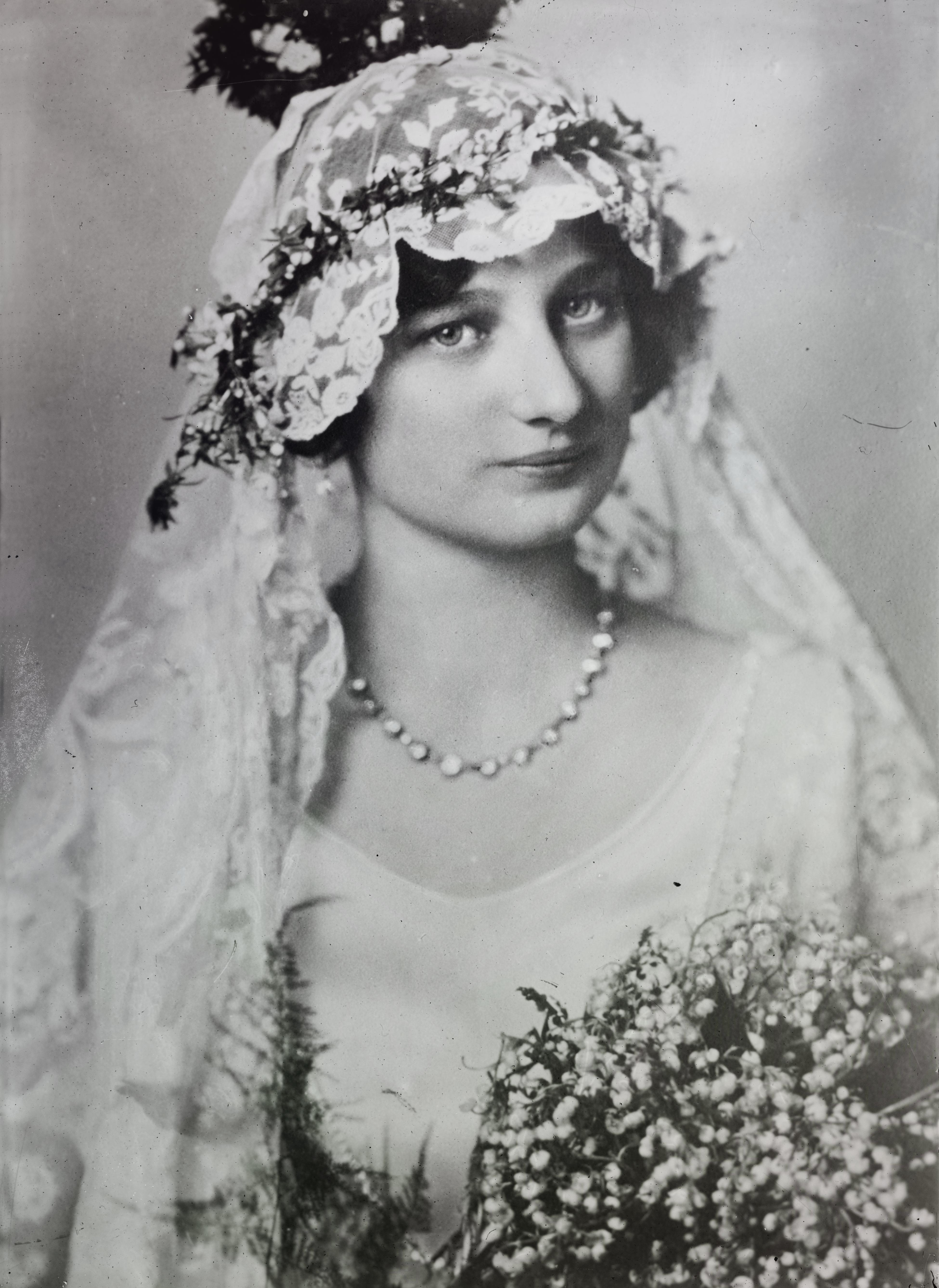
Astrid av Sverige iklädd sin brudklänning med slöja och myrtenkrona. I handen bär hon liljekonvaljer.

Bröllopskonfekt.

John Forsell framförde flera sånger och vid avslutningen sköts salut från Skeppsholmen. Efter vigseln åkte paret kortege genom Stockholm längs Norrbro, Fredsgatan, Drottninggatan, Kungsgatan, Birger Jarlsgatan, Nybroplan och till prinsessan Astrids föräldrahem på Hovslagaregatan. Kortegen kantades av 100 - 200 000 personer.
På kvällen åkte prinsessan Astrid med följe tåg till Malmö och steg på pansarkryssaren HMS Fylgia medan kronprins Leopold med familj åkte till Göteborg för avfärd med kryssningsfartyget Princesse Marie-José till Belgien.

## Vigseln i Bryssel
Prinsessan Astrid möttes av kronprins Leopold i Antwerpen den 8 november och brudparet besökte flera galatillställningar och korteger. Den katolska vigseln ägde rum i katedralen S:t Gudule i Bryssel den 10 november.
Färden till kyrkan skedde mellan paraderande trupper, bland annat en avdelning av pansarkryssaren Fylgias besättning. Bruden hade en halvlång klänning i silverlamé och câpe med sammetsfoder, hermelinkrage och ett tio meter långt släp. En spetsslöja täckte huvudet. Släpet bars av fyra vitklädda pager, små grevar i tioårsåldern med vita fjädrar i turbaner av sidenbrokad.
Vigselakten förrättades av ärkebiskopen van Roey och som bröllopsvittnen fungerade för brudgummen greven av Flandern, konseljpresident Jaspar och justitieminister Hysman samt för bruden prins Axel av Danmark, utrikesminister Vandervelde och svenske ministern i Bryssel von Dardel.
Färden till kyrkan skedde mellan paraderande trupper, bland annat en avdelning av pansarkryssaren Fylgias besättning. Vigselakten 
förrättades av ärkebiskopen van Roey och som bröllopsvittnen fungerade för brudgummen Charles av Flandern, premiärministern Henri Jaspar och justitieministern Paul Hymans samt för bruden prins Axel av Danmark, utrikesminister Émile Vandervelde och Sveriges envoyé i Bryssel Gustaf von Dardel. 
Efter vigseln åkte brudparet på bröllopsresa som inleddes med besök på belgiska kungafamiljens lantslott Château de Ciergnon i Ardennerna.